# تطور إلهي
التطور الإلهي (بالإنجليزية: Theistic evolution) والخلقوية التطورية (بالإنجليزية: evolutionary creationism) هي مفاهيم متشابهة التي تؤكد بأن التعاليم الدينية الكلاسيكية حول الله متوافقة تماماً مع الفهم العلمي الحديث حول التطور البيولوجي.
باختصار، يؤمن التطوريون الإلهيون بأنه هناك إله، هذا الإله هو الخالق للكون المادي و (بالتالي) هو خالق لجميع أنواع الحياة، كما أنهم يؤمنون بأن التطور البيولوجي هي وببساطة عملية طبيعية حدثت أثناء عملية الخلق. أي أن التطور هي أداة وظفها الله لخلق الحياة البشرية.
التطور الإلهي ليست نظرية بالمفهوم العلمي البحت، بل هي وجهة نظر خاصة تجمع فيها علم نظرية التطور مع الإيمان الديني بتفسيراتهما. يرفض داعمو نظرية التطور الإلهي الأطروحة الصراعية conflict thesis فيما يتصل بالعلاقة بين الدين والعلم– وبالتالي، هم يقبلون بالتعاليم الدينية حول الخلق مع النظريات العلمية للتطور دون أي تعارض. طبقاً لتسيمة الأنصار الأوائل لهذه النظرية، تمت وصفها بالداروينية المسيحية. هناك وجهة نظر مماثلة لهذه النظرية وتُسمى الخلقوية التطورية.

## المصطلح
تم استعمال هذا المصطلح من قبل المديرة التنفيذية للمركز الوطني لتعليم العلوم أوجيني سكوت Eugenie Scott للإشارة إلى المفهوم الإيماني حول الخلق مع نظرية التطور وذلك بتطبيق النظرة اللاهوتية بأن الله خلق الكائنات كلها عن طريق التطور. غطى هذا المصطلح نطاق واسع من المعتقدات الأخرى حول مدى التدخل المباشر لله في عملية خلقه، وبذلك أصبحت هذه النظريات شبيهة بنظريات الربوبيين الذين يرفضون وبشدة تدخل الإله في عمللية الخلق. لكن هناك آخرون يؤمنون بأن هناك تدخل مباشر من الله عند نقاط حرجة من التاريخ الطبيعي بطريقة تتناسق مع التفسيرات العلمية للانتواع، هذه الرؤية قريبة جداً من أفكار الخلقوية التقدمية Progressive Creationism التي تقر بأن الله قد خلق كل «نوع» من الحيوانات بشكل منفصل وتسلسلي.

## القبول
هذه النظرة مقبولة بشكل عام من قبل الكنائس المسيحية الرئيسية (ومن ضمنها الكنيسة الرومانية الكاثوليكية والكنيسة الأرثوذكسية الشرقية وبعض الطوائف البروتستانتية الرئيسية) وبعض الطوائف اليهودية ومجموعات دينية أخرى التي لاتعتمد على التفسيرات الحرفية للمخطوطات المقدسة. لكن هناك العديد من الحرفيين الكتابيين قد قبلوا هذا الموقف ولوحظ انفتاحهم لهذه الفكرة ومن ضمنهم العالم اللاهوتي ب.ب. وارفيلد B.B. Warfield والمبشر بيلي غراهام Billy Graham.
مع هذه المقاربة إلى نظرية التطور تم تقسير قصص الخلق المخطوطية نموذجياً بكونها استعارية من الطبيعة.
أعتبر كلاً من اليهود والمسيحيين بأن فكرة تاريخ الخلق استعارية (بدلاً من أن تكون قصة تاريخية) قبل مدة طويلة من نظرية داروين مثل الكتابات القديمة في المسيحية التي كتبها القديس أوغسطين (في القرن الرابع) بالرغم من أنه رفض الفكرة الاستعارية لاحقاً لصالح التفسيرات الحرفية كان يعني القديس أوغسطين بأن في سفر التكوين 1 وردت كلمة «النور» و«اليوم» و«الصباح» بالمعنى الروحاني عوضاً عن المعنى الفيزيائي وأن كتابة الصباح بالمعنى الروحاني لها نفس الكتابة الحرفية للصباح بالمعنى الفيزيائي وأعترف أوغسطين بأن خلق الصباح بالمعنى الروحاني له نفس القدر من الأهمية للحدث التاريخي لخلق النور بالمعنى الفيزيائي. وهناك 3 أمثلة من اليهود الذين يتقبلون نظرية التطور الإلهي وهم فيلون السكندري (القرن الأول)، وموسى بن ميمون (القرن الثاني عشر) وليفي بن غرشون Gersonides (القرن الثالث عشر).
يزعم التطوريون الإلهيون بأنه من غير الملائم استعمال سفر التكوين كما لو أنها نص علمي نظراً لكتابتها في العصر ما قبل العلوم لأن كان المقصود منها إنزال التعاليم الدينية وعلى هذا النحو يجب أن تُعرف الجوانب الزمنية كما تبدو في حسابات الخلق بشروط الإطار الأدبي قد يؤمن التطوريون الإلهيون بأن الخلق لم تكن بمعناها الحرفي التي تقول بأن الخلق أستمر لمدة أسبوع واحد بل هي عملية أبتدأت من زمن التكوين إلى طوال الزمان وبما فيها يومنا هذا هذه النظرة تؤكد بأن الله قد خلق العالم وهو السبب الأولي لكياننا بينما التغيرات العلمية التي تحدث مثل نظرية التطور فهي تُعتبر جزء من ما يسمى "creatia continua" أو استمرارية الخلق التي لا تزال تحدث في عملية لا نهاية لها من الخلق أن التغيرات مثل هذه التي تحدث بسبب العلوم فذلك لأنها جزء من السبب الثاني التي تُغير ضمن إطار العالم التي خلقها الله مع السبب الأولي هذه إحدى الطرق المحتملة لتفسير المخطوطات المقدسة مثل: سفر التكوين والتي تبدو معارضة للنظريات العلمية مثل: نظرية التطور.